# Proposizione temporale latina
La proposizione temporale latina è una frase subordinata che esprime una situazione di tempo a cui è collegata una reggente. In latino la proposizione temporale si può esprimere in più modi.

## Le temporali con l'indicativo e il congiuntivo

### Le temporali introdotte dacumpiù l'indicativo
- Un primo modo per esprimere un rapporto di tempo, è quello di utilizzare il cum temporale, con significato di «quando», «allorché», «nel tempo in cui» e può essere seguito da tutti i tempi dell'indicativo. Può essere inoltre seguito o preceduto da locuzioni e/o avverbi, quali: nunc, tum, eo tempore...

| «Cum Caesar in Galliam venit, devastavit omnes res.»    |
| «Quando Cesare giunse nella Gallia, devastò ogni cosa.» |

- Un secondo costrutto, è il cosiddetto cum inversum tradotto con «quand'ecco», «quando all'improvviso», rafforzato talvolta da avverbi come subito o repente, enuncia un fatto inaspettato, inatteso ed esprime un rapporto di contemporaneità con la reggente; ha di norma il perfetto indicativo o il presente storico (nella reggente si possono trovare espressioni come aegre, vix, nondum, iam.

| «Hannibal iam subibat, Romani erumpunt in eum cum repente.»                             |
| «Annibale si stava già avvicinando, quand'ecco i Romani fecero una sortita contro lui.» |

- Il cum simultaneo, che significa «e intanto», «e frattanto»; serve a legare in stretto rapporto di tempo l'azione della temporale, con quella della reggente; in genere è accompagnato da avverbi come interim o interea.

| «Caedebatur civis virgis, cum interim nullus gemitus audiebatur»               |
| «Il cittadino era battuto con le verghe, e intanto non si udiva alcun gemito.» |

- È presente infine, il cum iterativum, indica azione ripetuta e significa «ogniqualvolta che», «tutte le volte che»; la temporale rispetta il rapporto di anteriorità con la reggente, perciò se le due azioni non sono contemporanee si ha il perfetto in rapporto ad un presente, il futuro anteriore in rapporto ad un futuro semplice, e piuccheperfetto in rapporto ad un imperfetto.

| «Cum rosam viderat, tum incipere ver arbitrabatur Verres.»                               |
| «Ogniqualvolta che vedeva una rosa, allora Verre riteneva che cominciasse la primavera.» |

### Le temporali introdotte dadum,antequam,priusquam,doneceubi (primum)
- Dum che significa «mentre», «nel momento in cui»; con questo senso regge solo il tempo presente, qualunque sia il tempo della reggente. Con l'indicativo esprime una semplice temporale, col congiuntivo assume valori finali, eventuali e intenzionali.

| «Dum cresco, veterior fio»            |
| «Mentre cresco, divengo più vecchio.» |

| «Dum per nemus ambulo, cervum vidi.»            |
| «Mentre camminavo per il bosco, vidi un cervo.» |

Occhio: nel primo esempio i tempi sono entrambi al presente, nel secondo, invece, nonostante nella reggente vi sia un verbo al perfetto, la temporale infatti, conserva il tempo al presente.
- Le locuzioni antequam e priusquam si traducono come «prima che» (o «prima di»). All'indicativo indicano un fatto reale e certo, al congiuntivo un fatto possibile (congiuntivo eventuale). Esempi:

| «Priusquam Cicero oravit, omnes tacebant in Senatu.»     |
| «Prima che Cicerone parlasse, in Senato tutti tacevano.» |

| «Antequam Iuppiter irascetur, fulmina videbimus.»                             |
| «Prima che Giove si arrabbi, vedremo i fulmini (fatto probabile, non certo).» |

- Molto adoperata è la congiunzione postquam (o posteāquam, post quam) che significa «dopo che» o «da quando»; l'uso di postquam richiede una particolare attenzione ai tempi, in quanto:

1. Usato col presente indica che l'azione della temporale sussiste nel presente.
| «Postquam consul sum, omnes me laudant.»   |
| «Da quando sono console, tutti mi lodano.» |

2. Usato con l'imperfetto per esprimere un'azione durativa nel passato, e in espressioni con valore anche causale.
| «Postquam Caesar aderat, coniurantes tacuerunt.»       |
| «Poiché Cesare si avvicinava, i congiuranti tacquero.» |

3. Usato col perfetto (o raramente presente storico) indica che l'azione della subordinata precede immediatamente quella della reggente.
| «Postquam rhetor virus bibuit, mortuus est.»             |
| «Subito dopo che il retore ebbe bevuto il veleno, morì.» |

4. Usato con il piuccheperfetto indica che tra le azioni di reggente e temporale intercorre un certo lasso di tempo, che può essere indicato.
| «Undecimo die postquam a te discesseram, exaravi has litteras.»       |
| «Dopo dieci giorni che sono partito da te, ti scrivo questa lettera.» |

- La congiunzione donec che significa «finché (non)», «fino al momento che (non)»; come per dum con l'indicativo esprime una semplice temporale, col congiuntivo assume valori finali, eventuali e intenzionali.

| «Donec id mihi non dices, tecum non orabo.»   |
| «Finché non me lo dirai, non parlerò con te.» |

- Le congiunzioni quoad e quamdiu significano «per tutto il tempo che», e indicano uguaglianza di durata tra l'azione della reggente e quella della temporale. Valgono le stesse regole per il dum, e vengono pressoché usati con tutti i tempi dell'indicativo.

| «Quoad (o Quamdiu) Romae steti, pax regnavit.»                 |
| «Per tutto il tempo che sono stato a Roma ha regnato la pace.» |

- Ultime, infine sono le congiunzioni ut (primum), cum primum, ubi (primum), simul ac\atque e statim ut che significano «non appena», «tosto che», «appena che», «come». In questo caso l'azione è coincidente o immediatamente precedente rispetto all'azione della reggente, e hanno dopo di sé i vari tempi dell'indicativo.

| «Statim ut Caesar Romam pervenit, et plebs et nobilitas eum acclamaverunt.»    |
| «Non appena Cesare giunse a Roma, sia la nobiltà sia la plebe lo acclamarono.» |

| «Quem ubi vidi, vim lacrimarum profundi.»             |
| «Non appena lo vidi, scoppiai in un mare di lacrime.» |

### Le temporali espresse dall'ablativo assoluto
Quando il significato del participio si può esplicitare, questo può assumere anche un valore temporale. Nel seguente esempio, troviamo un ablativo assoluto (costruito attraverso il participio) con valore temporale:
| «Brutus, amisso regno, fugit in silvestria loca.»               |
| «Bruto, dopo aver perso il regno, fuggì verso luoghi boschivi.» |

Nota che l'ablativo assoluto consiste in un'espressione priva di ogni legame grammaticale con le altre proposizioni (es. reggente).

### Le temporali con ilcum narrativo
La proposizione temporale può essere espressa anche con il costrutto del Cum narrativo, che regge il congiuntivo, seguendo le regole della consecutio temporum (per i tempi principali nella reggente, cioè presente e futuro, il presente nella subordinata indica contemporaneità, il perfetto l'anteriorità; con i tempi storici, cioè perfetto, imperfetto e piuccheperfetto, nella reggente, l'imperfetto indica contemporaneità e il piuccheperfetto anteriorità).
| «Cum bellum geramus, milia hominum moriuntur.»    |
| «Mentre combattiamo, muoiono migliaia di uomini.» |

| «Cum Marcus dictator fuerit, urbs in divitiis vivit.»              |
| «Dopo che Marco è stato dittatore, la città vive nelle ricchezze.» |

| «Cum bellum gereremus, milia hominum moriebantur.»  |
| «Mentre combattevamo, morivano migliaia di uomini.» |

| «Cum Marcus dictator fuisset, urbs in divitiis vixit.»                |
| «Dopo che Marco era stato dittatore, la città visse nelle ricchezze.» |

### Le temporali attraverso la relativa impropria
Uno dei tanti significati della proposizione relativa impropria è quello temporale. Un esempio:
| «Heri mane vidi te qui exires e templo.»                   |
| «Ieri mattina ho visto te che (mentre) uscivi dal tempio.» |